# Stanisław Babiak
Stanisław Babiak (ur. 26 lipca 1951 w Starej Kuźni) – generał brygady Wojska Polskiego.

## Życiorys
Stanisław Babiak w 1974 ukończył Wyższą Oficerską Szkołę Radiotechniczną w Jeleniej Górze i od tego roku związał się z dywizjonami brygady. Pełnił obowiązki w dywizjonie rakietowym na kolejnych stanowiskach, m.in. był oficerem naprowadzania, starszym technikiem, zastępcą dowódcy dywizjonu ds. technicznych i szefem sztabu. Wyznaczony był w sztabie związku taktycznego na stanowisko starszego oficera operacyjnego, a następnie szefa Wydziału Operacyjnego - zastępcę szefa sztabu brygady, a później szefa sztabu - zastępcę dowódcy brygady. Wyższy Kurs Doskonalenia Oficerów ukończył w 1982, a w 1985 Akademię Sztabu Generalnego Wojska Polskiego. Absolwent Podyplomowych Studiów Operacyjno-Strategicznych w Akademii Obrony Narodowej w 1992 oraz studiów podyplomowych na Uniwersytecie Opolskim o kierunku informatycznym w 1995. Dowódca 1 Brygady Rakietowej od 1 marca 1996 do sierpnia 2006. 
W sierpniu 2003 roku mianowany na stopień generała brygady.
W 2004 uhonorowany przez Prezydenta Rzeczypospolitej Polskiej Krzyżem Oficerskim Orderu Odrodzenia Polski.